# Атуот
Атуот (Рел) је ратнички народ из централног дела Јужног Судана. Живе у вилајету Ел Бухајрат око града Јирол. Има их око 100.000 и углавном живе у повременим насељима. Подељени су у неколико кланова — Луак, Џилек, Акот, Џекеј и др. Баве се углавном пољопривредом и сточарством. Говоре језиком атуот и практикују традицонална веровања.